# Sint-Eloois-Winkel
Sint-Eloois-Winkel is een dorp in de Belgische provincie West-Vlaanderen en deelgemeente van Ledegem, het was een zelfstandige gemeente tot aan de gemeentelijke herindeling van 1977. Sint-Eloois-Winkel telt circa 4.000 inwoners, slechts enkele honderden minder dan de centrumgemeente Ledegem waarvan het wordt gescheiden door de snelweg E403.

## Geschiedenis
Sint-Eloois-Winkel werd voor het eerst vermeld in 1382 als Capelle ten Winkele. Een aan Sint-Eligius gewijde kapel op het grondgebied van het latere dorp bestond al in de 11e eeuw.
Sint-Eloois-Winkel was aanvankelijk een gehucht van de parochie Gullegem. Het was een  heerlijkheid. In 1747 werd het gehucht afgescheiden van Gullegem als zelfstandige parochie. Op het eind van het ancien régime werd Sint-Eloois-Winkel een zelfstandige gemeente.
In 1977 werd Sint-Eloois-Winkel een deelgemeente van Ledegem.

## Demografische ontwikkeling
- Bronnen:NIS, Opm:1831 tot en met 1970=volkstellingen; 1976 = inwoneraantal op 31 december

## Economie
Een belangrijke tak van bedrijvigheid was, sinds de 16e eeuw, de vlas- en linnenindustrie. Dit leidde tot huisnijverheid van spinners en wevers. In 1925 waren er nog vijf vlasverwerkende fabrieken.

## Bezienswaardigheden
- De Sint-Eligiuskerk
- De Lindemolen
- Het monument ter ere van Thomas Ricketts, een zeventienjarige soldaat uit Newfoundland die tijdens WO I aldaar een heldendaad verrichtte (waarvoor hij later het Victoria Cross ontving). Bij de officiële inhuldiging in 2018 was er, net als een jaar eerder, een officiële Canadese delegatie aanwezig. Dit monument is gelegen aan fruithoeve 't Beurtegoed.[1][2]
- Steenbeekbos
- Monument voor de gevallen soldaat
- Het kapelletje aan de lichten (enige lichten in Groot-Ledegem)
- 't Ryspoepke - beeld aan kerk
- Het kapelletje aan Steenbeekbos

## Natuur en landschap
Sint-Eloois-Winkel ligt in Zandlemig Vlaanderen en de hoogte varieert van 20 tot 40 meter. De Vlinderbeek en de Harelbeek zijn de belangrijkste waterlopen. In de uiterste zuidoosthoek ligt het Steenbeekbos.

## Politiek
Sint-Eloois-Winkel had een eigen gemeentebestuur en burgemeester tot de fusie van 1977. Burgemeesters waren:
- 1896-1907 : Raymond Ameye
- 1907-1921 : Honoré Foulon
- 1921-1936 : Norbert Ghekiere
- 1938-1959 : Edmond Vandenbussche (CVP)
- 1959-1976 : Robert Carton (CVP)

## Evenementen
- Paardenkoers aan de Steenen Molen, jaarlijkse paardenrennen op zand in de Gullegemsestraat met allerhande randanimatie door de lokale verenigingen.
- San Sylvestercross, jaarlijks op de laatste zondag van december
- Herderkensbal, jaarlijkse fuif op 25 december
- Bierwandeling van Jeugdhuis Chaplin
- Party Instinct, de fuif van KSA Sint-Elooi die traditioneel plaatsvindt op de 1e zaterdag van maart.

## Sport
- Voetbalclub Sint-Eloois-Winkel Sport is aangesloten bij de KBVB en treedt sinds 2019 aan in de nationale Eerste Klasse Amateurs.
- Volleybalclub KA.VO is aangesloten bij Volley Vlaanderen.
- Wibac BBC Sint-Eloois-Winkel basketbalclub aangesloten bij Basketbal Vlaanderen.
- De Winkelse Trappers officieel aangesloten bij 't Oud Stadhuis onder leiding van Margrietje.
- De Kleine Meer Trappers
- NAR - Niet Ambitieuze Reserven - Voetbalploeg
- Minivoetbal Chaplin
- Goaldiggers minivoetbal
- minivoetbal Sparta AWH

## Nabijgelegen kernen
Bosmolens, Lendelede, Gullegem, Rollegem-Kapelle